# Warty
Warty - duża, południowa dzielnica Zawiercia, w większości zajęta przez obszar CMC Zawiercie (dawnej Huty Zawiercie), która jest w całości w niej położona. Zabudowa jest zróżnicowana - od niskich, czteropiętrowych bloków przy granicy z Centrum przez zabytkowe kamienice mieszkalne (familoki) do zabudowy jednorodzinnej. Na Wartach znajduje się staw, który w sezonie wędkarskim jest popularnym łowiskiem.

## Transport
Przez dzielnicę przebiega droga krajowa nr 78. Ponadto przez Warty kursują cztery linie autobusowe organizowane przez ZKM Zawiercie (3, 4, 5, 7).

## Edukacja
- Miejska Szkoła Podstawowa nr 5
- Przedszkole nr 1